# Polycnemum
Polycnemum  és un gènere de plantes amb flor de la família de les  amarantàcies que tradicionalment pertanyia a la família de les quenopodiàcies, abans que el Grup per a la filogènia de les angiospermes proposés incloure tota  aquesta família dins de les amarantàcies.
Són petites herbes anuals, amb fulles alternes, més o menys cilíndriques i normalment acabades en punta. Les flors menudes, típiques de totes les amarantàcies, surten a l'axil·la de 2 bràctees.
La subfamília Polycnemoideae a la que pertany, ocupa filogenèticament una posició basal en el seu clade. Per aquesta raó hom ha suggerit que se li doni categoria de família pròpia (les Polycnemaceae).
L'espècie més coneguda (Polycnemum arvense) és una planta anual que té distribució mediterrània i es pot trobar als Països Catalans, on viu com una mala herba dels sembrats de cereals. Polycnemum majus, que la Flora dels Països Catalans inclou dins de P.arvense com una subespècie, també es considera una espècie acceptada en altres publicacions.

## Taxonomia
La primera descripció vàlida  d'aquest gènere va ser feta per Linné l'any 1753, quan va descriure P.arvense a Species Plantarum

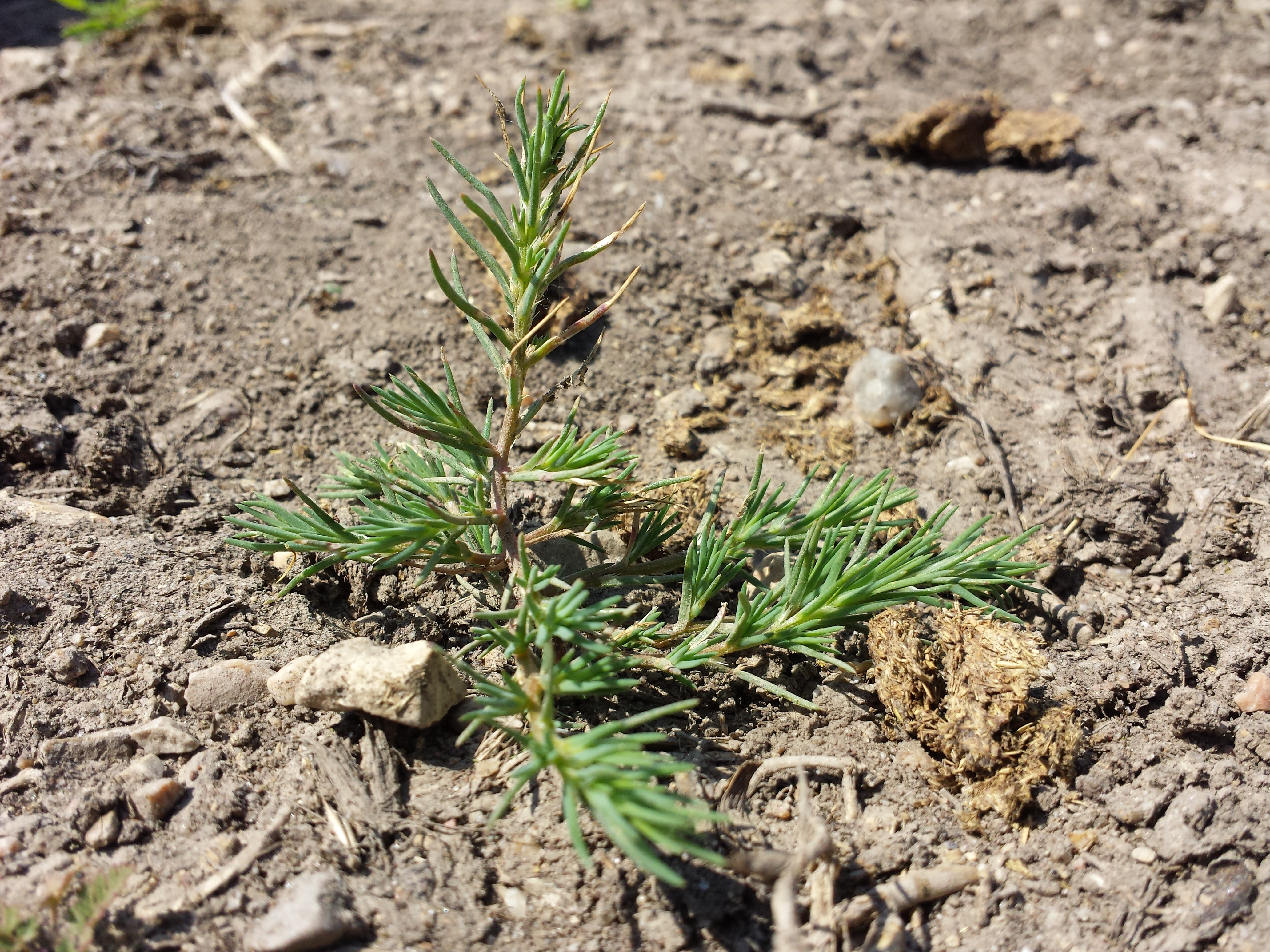
P.arvense, noteu l'aspecte verrucós
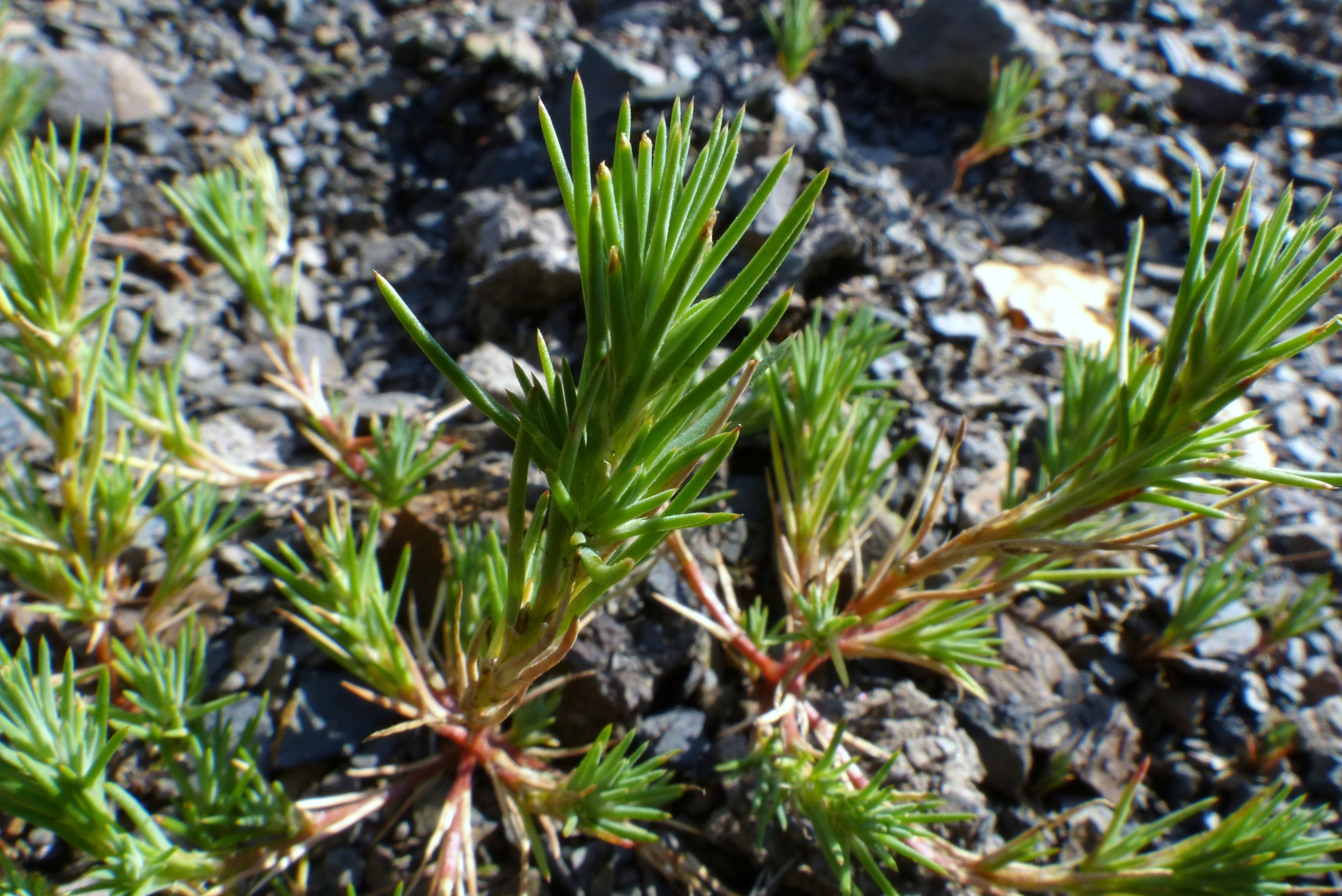
P.majus, planta no verrucosa
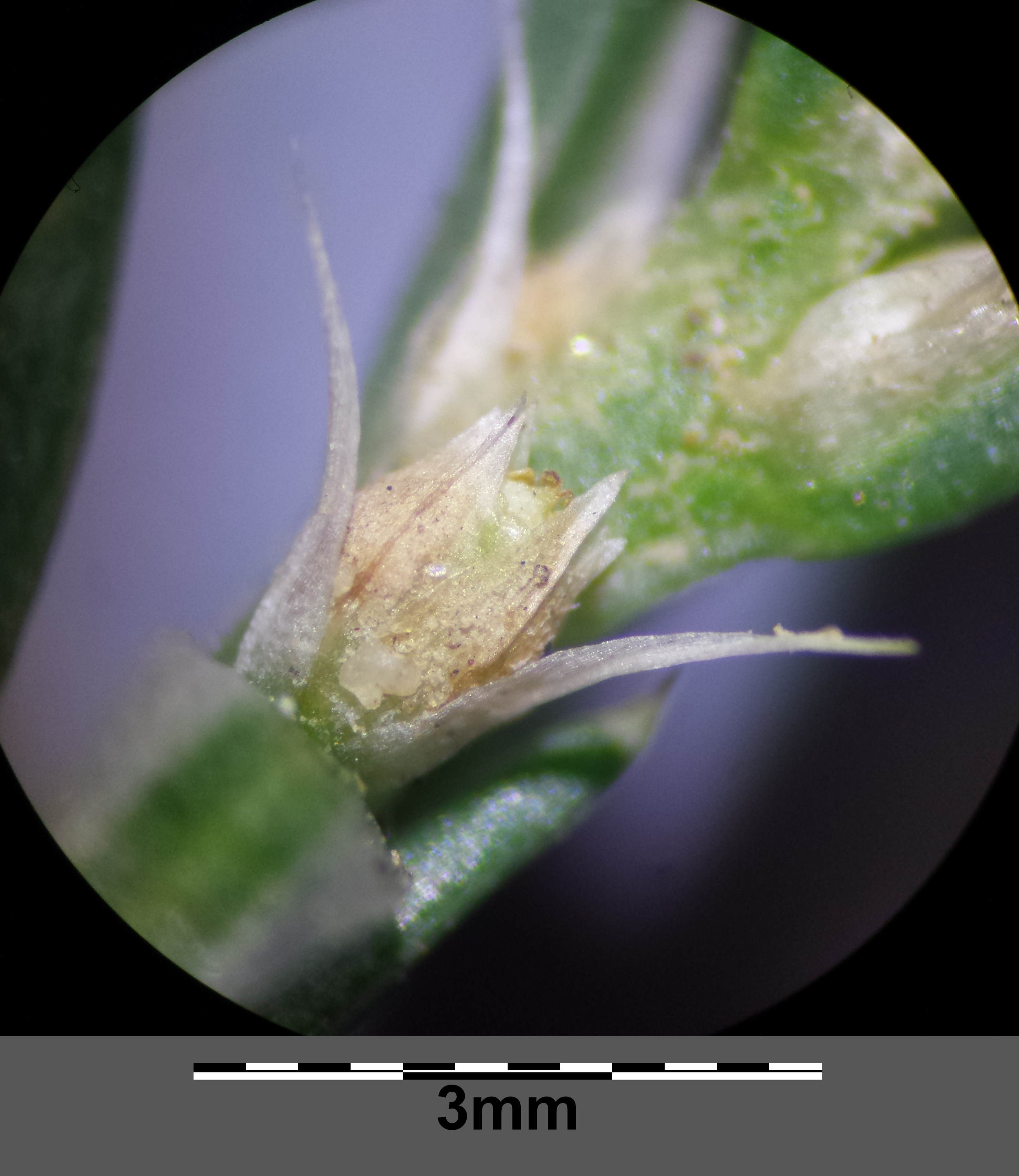
P.majus Bractèoles més llargues que el Periant

Aquest gènere conté, segons POWO les següents espècies, de les quals P.arvense i P.majus estan presents als Països Catalans. La resta es distribueixen pel centre, l'est i el sud d'Europa, el Marroc, Algèria, Turquia i Àsia Central:
- Polycnemum arvense L.
- Polycnemum fontanesii Durieu & Moq.
- Polycnemum heuffelii Láng
- Polycnemum majus A.Braun ex Bogenh.
- Polycnemum perenne Litv.
- Polycnemum verrucosum Láng

P.arvense és una planta normalment verrucosa, amb les tiges sovint retorçades; amb fulles de 3 a 12 mm de llarg, no molt punxents i amb les bractèoles que envolten a la flor de mida similar al periant.
P.majus, sigui una subespècie o una espècie diferent, no és verrucosa i tota ella és un xic més robusta que l'anterior. Les fulles (de 6 a 20 mm de llarg) són més punxoses i les bractèoles clarament més llargues que el periant.